# Fleshlight
Fleshlight er et sexlegetøj designet og markedsført af Interactive Life Forms (ILF). Fleshlight er navngivet efter det hudlignede materiale, der bruges i de indre sleeves. Disse er gemt i et etui, der er formet som en stor lommelygte. De indre sleeves er tilgængelige i vagina-, anus-, og mundudgaver. Disse sleeves fås i forskellige farver med pink og transparent som de originale.
Fleshlight kan også fås i hudfarve, hvor der er lavet aftryk af en pornostjernes vulva. De fås også i forskellige farver afhængigt af, hvilken etnisk baggrund pornostjernen har. Alle sleeves har også en speciel udformning inden i, som skal give en bedre stimulering af penis under brug.
Fleshlight er designet af Steve Shubin. Han blev tildelt patent i 1998 for sin opfindelse, som en "enhed til diskret sædopsamling".

## Materiale
Fleshlight oplyses at være udført i medicinsk og fødevaregodkendt ftalat-fri polymerer. Ifølge firmaet kaldes det indsatte materiale for "Real Feel Superskin" og er ikke lavet af plastik, latex eller silikone.
Fleshligts hævder at materialet er "en firmahemmelighed dækket af en række af amerikanske patenter", men i følge det officielle patent er materialet en elastisk gel, der bliver skabt ved en blanding af 90-94% af vægten af blødgørende olie og af 5-9% af vægten af copolymer. 

## Patentering
Der blev første gang søgt patent på et lignende produkt i 1999 af J. Conway Dabney med titlen: "Medical device to aid in ejaculation". Senere er patentet til et produkt med lignende egenskaber dog blevet søgt et utal af gange. Produktet er først tænkt til medicinsk brug men er senere blevet produkt for sexindustrien.